# Graphium illyris
Espèce
 Graphium illyris ou Porte-épée à bandes crème est une  espèce de lépidoptères (papillons) de la famille des Papilionidae, de la sous-famille des  Papilioninae, du genre Graphium, du sous-genre Graphium (Arisbe).

## Dénomination
Graphium (Arisbe) illyris a été décrit par le naturaliste anglais William Chapman Hewitson en 1872, sous le nom initial de Papilio illyris .

### Synonymie
- Papilio illyris Protonyme

## Taxinomie
Il existe pour ce genre quatre sous-espèces
- Graphium (Arisbe) illyris illyris (Sierra Leone, Libéria, Coste d'Ivoire, Ghana)

Synonymie pour cette sous-espèce
Papilio illyris f. stictica (Le Cerf, 1924)
Papilio (Cosmodesmus) illyris ab. addenda (Dufrane, 1946) 
- Graphium (Arisbe) illyris  flavisparsus (Fruhstorfer, 1903) (Guinée équatoriale)

Synonymie pour cette sous-espèce
Papilio illyris flavisparsus (Fruhstorfer, 1903)
- Graphium (Arisbe) illyris  girardeaui (Guilbot & Plantrou, 1978) (Centrafrique)

Synonymie pour cette sous-espèce
Papilio illyris girardeaui (Guilbot & Plantrou, 1978)
- Graphium (Arisbe) illyris  hamatus (Joicey & Talbot, 1918) (Nigéria, Cameroun, Guinée équatoriale, Gabon, Congo, Zaïre, Tanzanie)

Synonymie pour cette sous-espèce
Papilio illyris hamatus (Joicey & Talbot, 1918)

## Répartition
Papillon africain trouvé dans les forêts primaires, de Guinée, Sierra Léone, Liberia, Côte d’Ivoire, Ghana, Togo, Bénin, Congo, Zaïre, Cameroun, Gabon. Écozone afrotropicale.